# NGC 5668
NGC 5668 é uma galáxia espiral (Sd) localizada na direcção da constelação de Virgo. Possui uma declinação de +04° 27' 02" e uma ascensão recta de 14 horas, 33 minutos e 24,2 segundos.
A galáxia NGC 5668 foi descoberta em 29 de Abril de 1786 por William Herschel.